# Sociedad de Investigación de Danzig

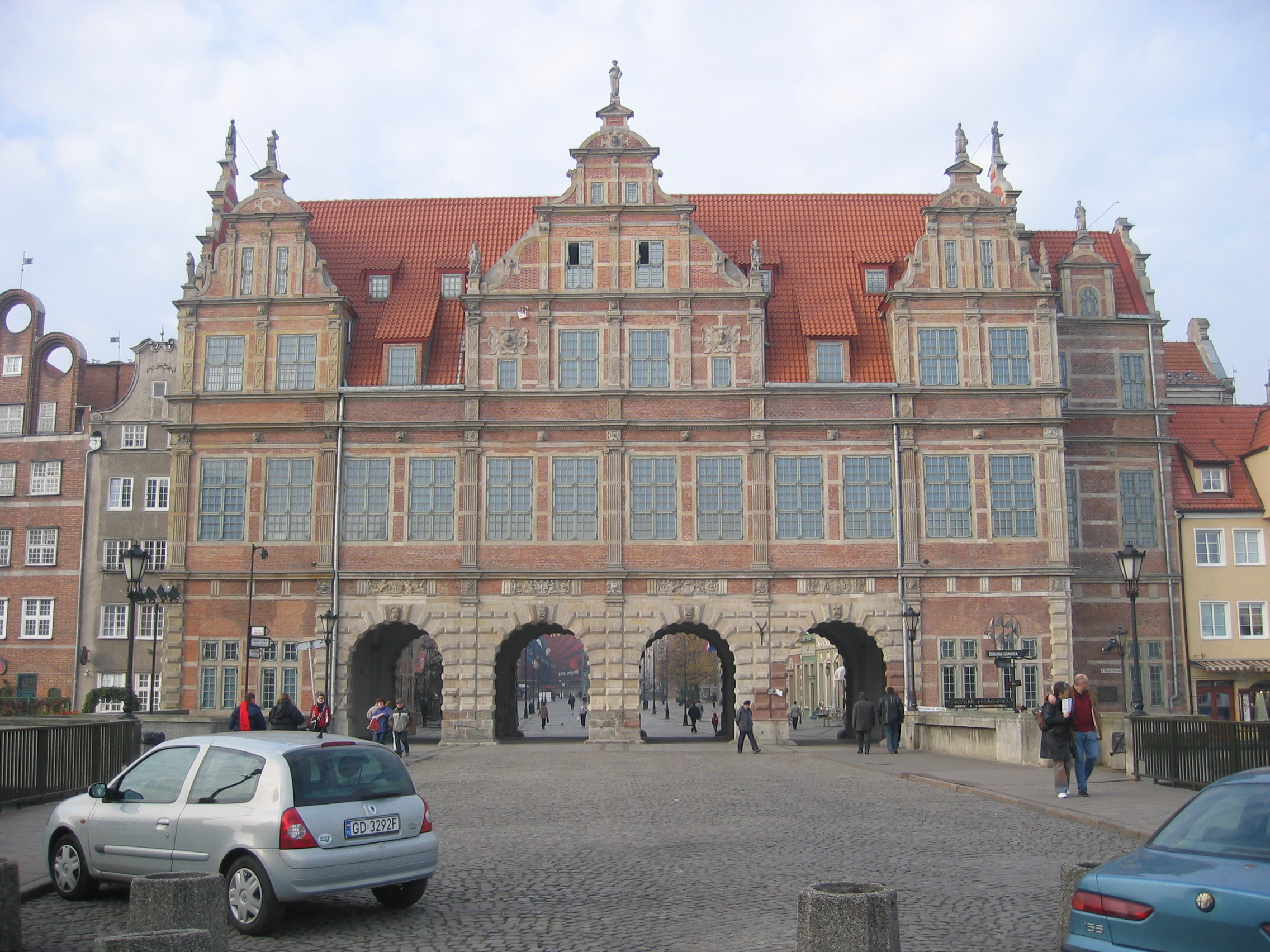
Green Gate building.

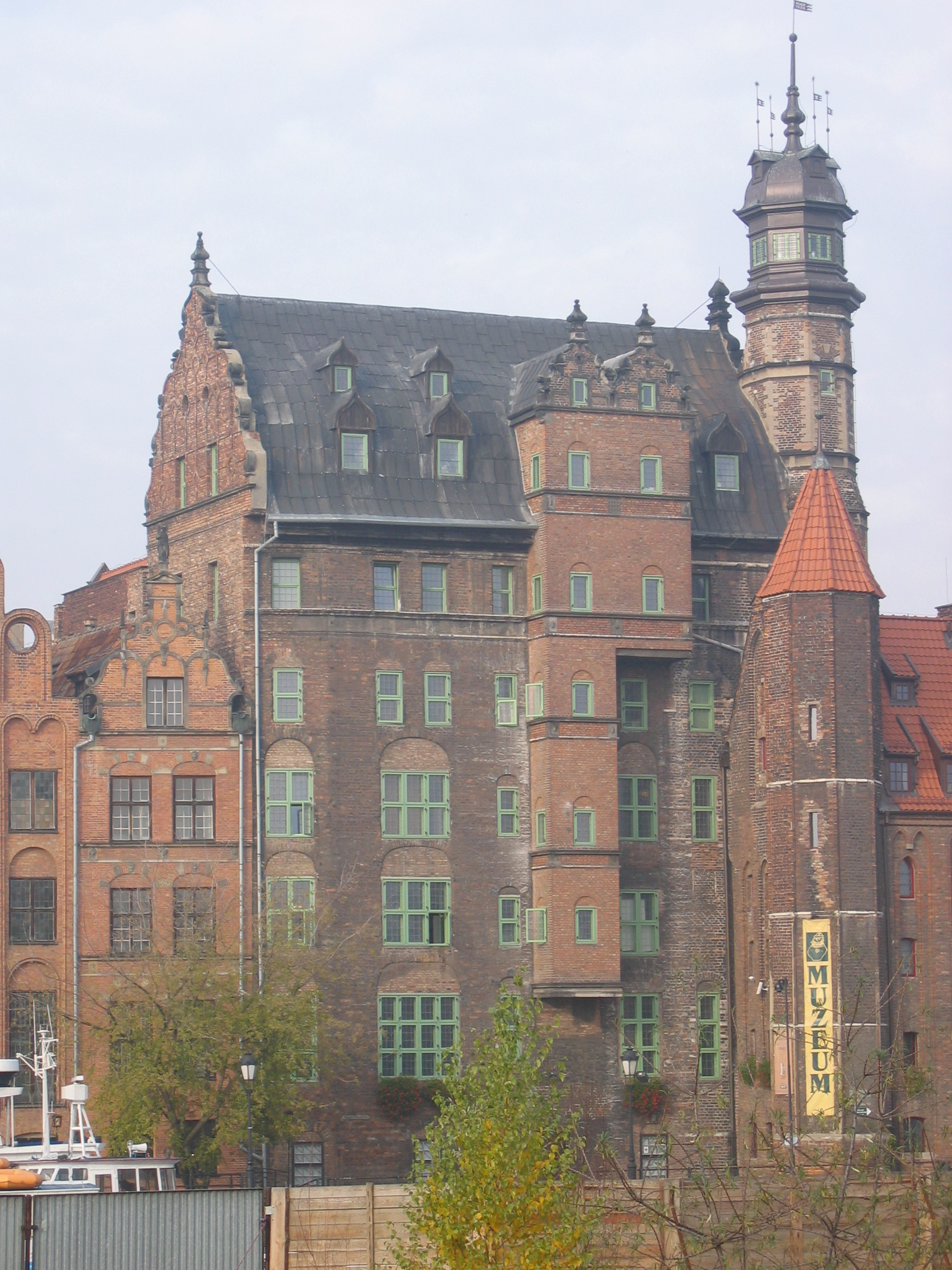
Danzig Research Society building 1846-1936.

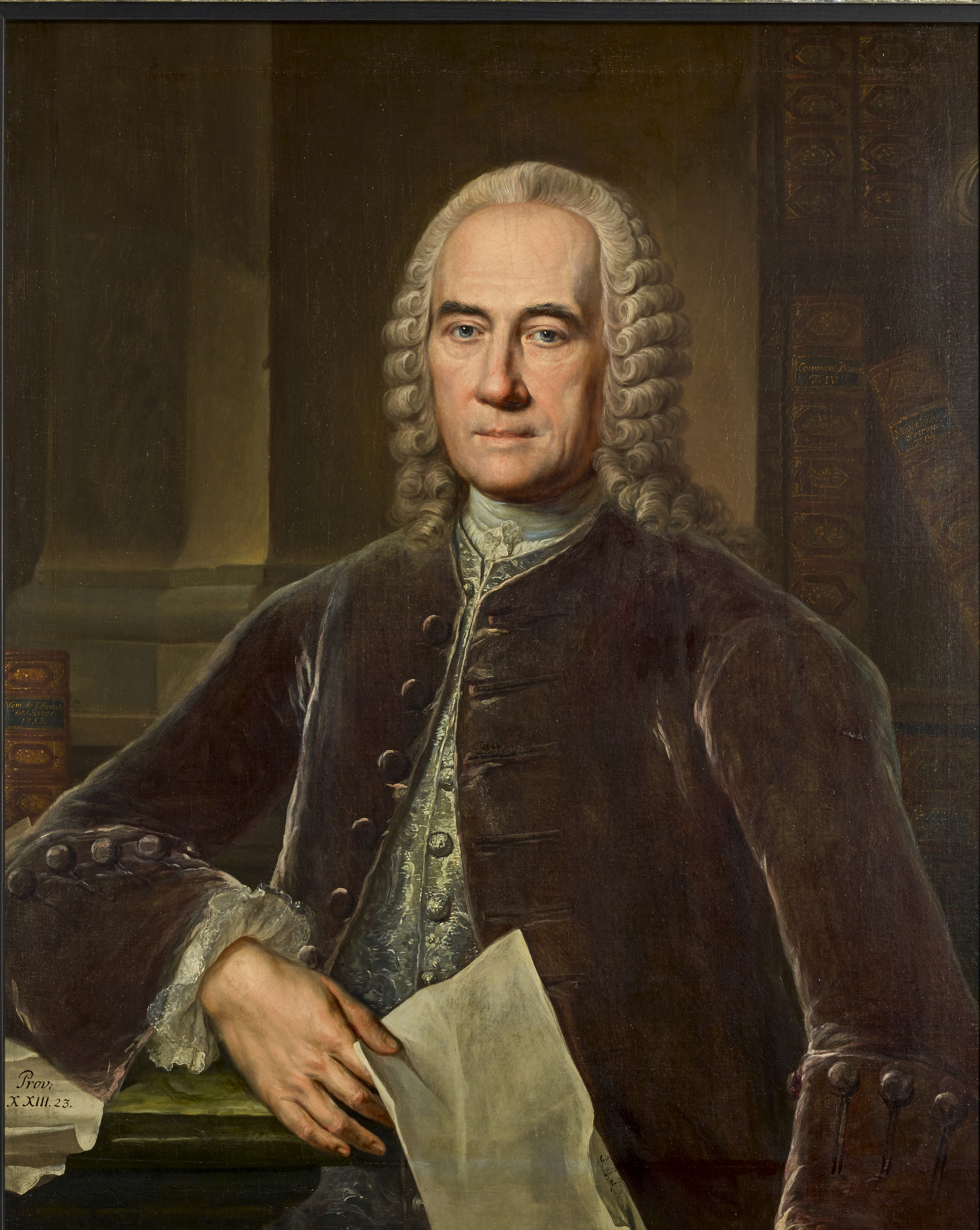
Jacob Theodor Klein.

La Sociedad de Investigación de Danzig (en alemán: Naturforschende Gesellschaft in Danzig, en latín: Societas Physicae Experimentalis, en polaco: Gdańskie Towarzystwo Przyrodnicze) fue fundada en 1743 en la ciudad de Danzig (Gdansk), en la República de las Dos Naciones, y continuó existiendo hasta 1936. La Societas Physicae experimentalis (Física Experimental de la Sociedad) es por lo tanto considerado como una de las sociedades de investigación más antiguos de Europa Central y Oriental.
Ya en 1670, el médico Israel Conradi (1634-1715) había tratado de organizar una sociedad científica en la ciudad, sin éxito. Varios otros lo trataron después de él, hasta que Daniel Gralath (1708-1767) finalmente tuvo éxito. Su suegro era Jacob Theodor Klein (1685-1759), secretario de la ciudad y también un científico muy distinguido, apodado Gedanensium Plinio.
A finales de 1742, Gralath había reunido un grupo de sabios para su propósito, una Sociedad de Física Experimental (Societas Physicae experimentalis), una de las sociedades de investigación más antiguas de su tipo. La primera reunión de organización se llevó a cabo el 7 de noviembre de 1742, la primera reunión científica fue el 2 de enero de 1743. El objetivo de la Sociedad era practicar y divulgar la ciencia, entre otros a través de manifestaciones públicas semanales de los experimentos más interesantes en la física. A menudo, los efectos de la electricidad se estudiaron, con la ayuda de la botella de Leyden. Desde 1746 estas tuvieron lugar en el Aula Magna del edificio de Green Gate. Gralath también se convirtió en concejal y, en 1763, alcalde de Danzig.
Miembros conocidos de la sociedad eran Nathanael Matthaeus von Wolf, Michael Christoph Hanow, Gottfried Lengnich, Johann Jacob Mascov, quien escribió la Geschichte der Teutschen, también Daniel Gabriel Fahrenheit y el príncipe-obispo Adam Stanisław Grabowski.
También asistieron muchas personas famosas de las sesiones de la Sociedad de la Mancomunidad de Polonia-Lituania, como Michał Kazimierz "Rybeńko" Radziwiłł, August Fryderyk Moszyński, Joachim Chreptowicz.
En 1840 Alexander von Humboldt acompañado del rey prusiano Federico Guillermo IV en el camino a Königsberg, y Humboldt recibió un título de miembro honorario de la Sociedad. Más tarde, la sociedad ofrecía los premios Humboldt. Las colecciones de la Sociedad se muestran en el Museo de Prusia Occidental ubicado en la Green Gate.
En 1845 la sociedad se encuentra en un edificio del Renacimiento de la época en la Mottlau (Moldava), un brazo del río Vístula.
Después de 200 años de existencia, la sociedad dejó de existir en 1936. El edificio y muchos objetos de incalculable valor fueron destruidos durante la ofensiva soviética en 1945, dos años después de cumplir los 200 años.
El edificio en el río Moldava fue reconstruida después de la guerra. Alberga un Museo Arqueológico en la actualidad.